# Partiet handling och solidaritet
Partiet handling och solidaritet (rumänska: Partidul Acțiune și Solidaritate, PAS) är ett liberalt och pro-europeiskt politiskt parti i Moldavien. Partiet grundades 2016 av Moldaviens nuvarande president Maia Sandu.
Partiet har varit representerat i landets parlament sedan parlamentsvalet 2019. Mellan juni 2019 och november 2019 ingick de i en koalitionsregering med Republiken Moldaviens socialistiska parti som leddes av Maia Sandu. Sedan december 2020 är Sandu Moldaviens president. PAS har varit i ensam regeringsställning sedan parlamentsvalet 2021. Först under ledning av Natalia Gavrilița., och sedan 2023 under ledning av Dorin Recean.